# Phoracantha alternata
Phoracantha alternata là một loài bọ cánh cứng trong họ Cerambycidae.